# Kåre Kristiansen

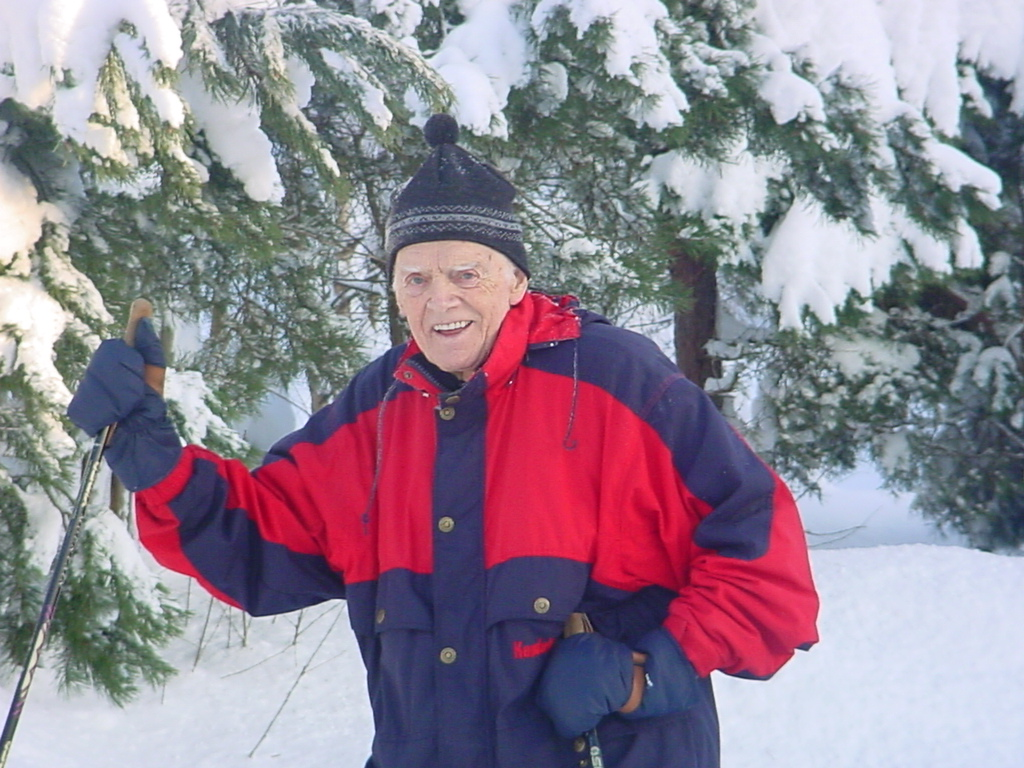
Kåre Kristiansen (2004)

Kåre Gulbrand Kristiansen (* 11. März 1920 in Bergen; † 3. Dezember 2005 in Nesodden, Akershus) war ein norwegischer Politiker der Kristelig Folkeparti (KrF), ein engagierter Israel-Freund, Abtreibungsgegner und EU-Befürworter.
Kristiansen begann als Telegrafist bei der Norwegischen Staatsbahn (NSB). Er war deren Direktor von 1968 und 1970, bevor er für das Fylke Oslo in das Storting einzog. Dort war er Abgeordneter von 1973 bis 1977 und erneut von 1981 bis 1989. Von 1983 bis 1986 war Kristiansen in der Regierung Willoch der Öl- und Energieminister. Zweimal, von 1975 bis 1977 sowie 1979 bis 1983, hatte er den Parteivorsitz von KrF inne. 1989 zog er sich aus dem Storting zurück, was er mit der Abkehr der KrF von ihrem konservativen Kurs begründete.
Kristiansen war von 1990 bis 1994 Mitglied des Nobelpreis-Komitees für den Friedensnobelpreis. Er zog sich daraus zurück, als der Preis Jassir Arafat verliehen werden sollte.
Kristiansen galt als Gegner des israelischen Rückzugs aus dem Gazastreifen. Noch kurz vor seinem Tod boykottierte er die Feiern zum 15-jährigen Bestehen von Hjelp Jødene Hjem, um gegen die Teilnahme des früheren norwegischen Oberrabbiners und israelischen Vizeaußenministers Michael Melchior zu protestieren.

## Werke
- Kåre Kristiansen: Når sant skal sies: På politikkens hovedspor og sidelinjer gjennom 50 år, Oslo 1989.